# Henrik Ahrenberg

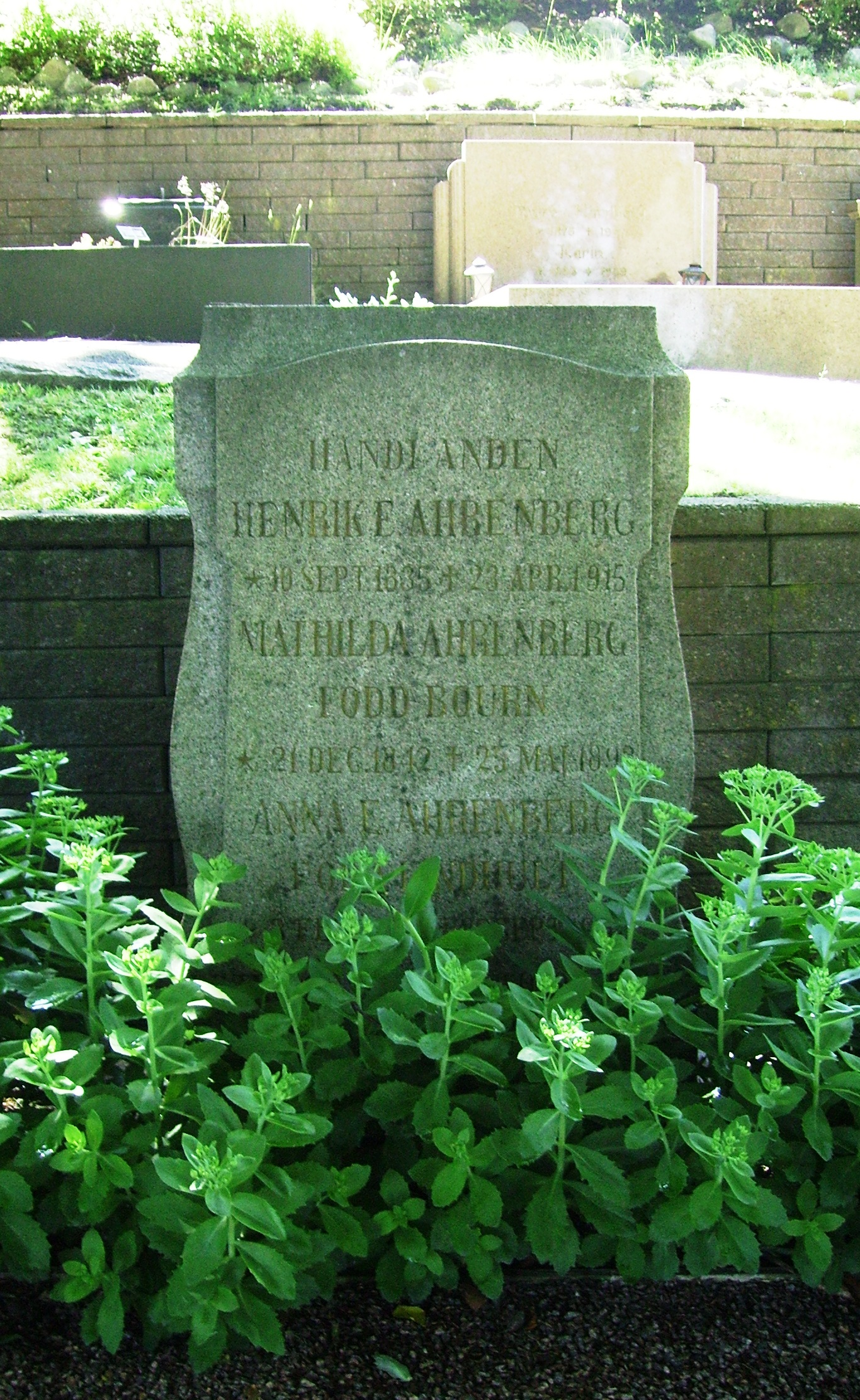
Gravvård på Östra kyrkogården i Göteborg.

Henrik Elis Ahrenberg, född 10 september 1835 i Domkyrkoförsamlingen i Göteborg, död 23 april 1915 i Vasa församling i Göteborg, var en svensk grosshandlare och riksdagspolitiker.

## Biografi
Fadern var vågmästaren Elis Ahrenberg och modern Charlotta M Göök. Ahrenberg arbetade i sin ungdom i stadens tjänst som vågskrivare, stadsrevisor och t.f. stadskassör. 1870 började han på kontoret hos handelshuset Ekman & Co, 1874 blev han delägare och 1892 dess chef.
Från 1864 utgav han i flera upplagor en "stämpelbok" som listar alla svenska järnverk. Se vidare nedan.
Ahrenberg var under mandatperioden 1894–1896 ledamot av riksdagens andra kammare, invald i Göteborgs stads valkrets. Han delade med sig av sina förtjänster genom donationer, bland annat till stipendiefonder vid Göteborgs Högskola. Efter hans död övertog hans hustru Anna Ahrenberg donationsverksamheten. Både han och hustrun ligger begravna på Östra kyrkogården i Göteborg.